# 明氏距离
明氏距离又叫做明可夫斯基距离，是欧氏空间中的一种测度，被看做是欧氏距离和曼哈顿距离的一种推广。

## 定义
两点
{\displaystyle P=(x_{1},x_{2},\ldots ,x_{n}){\text{ and }}Q=(y_{1},y_{2},\ldots ,y_{n})\in \mathbb {R} ^{n}}
之间的明氏距离公式为：
{\displaystyle \left(\sum _{i=1}^{n}|x_{i}-y_{i}|^{p}\right)^{1/p}.}
p取1或2时的明氏距离是最为常用的，p=2即为欧氏距离，而p=1时则为曼哈顿距离。当p取正无穷时的极限情况下，可以得到切比雪夫距离：
{\displaystyle \lim _{p\to \infty }{\left(\sum _{i=1}^{n}|x_{i}-y_{i}|^{p}\right)^{\frac {1}{p}}}=\max _{i=1}^{n}|x_{i}-y_{i}|.\,}